# Ян Канті Замойський
Ян Канті Замойський (пол. Jan Kanty Zamoyski; 4 серпня 1900, Стара Любовня, Австро-Угорщина — 28 вересня 1961, Монте-Карло, Монако) — польський шляхтич XX століття, граф.

## Життєпис
Народився 4 серпня 1900 року в місті Стара Любовня в Австро-Угорщині (нині Словаччина). Син аристократа Анджея Пжемислава Замойського з роду Замойських та Марії Кароліни Бурбон-Сицилійської — дочки принца Франческо та онучки короля Обох Сицилій Франциска I.
9 березня 1929 року в каплиці Королівського палацу Мадрида відбулося весілля графа Яна Канті Замойського та інфанти Ізабелли Альфонси — племінниці тодішнього короля Альфонса XIII. Вінчання відбулося під час трауру за королевою Марією Крістіною Австрійською.
У шлюбі народилося четверо дітей:
- Карлос Альфонсо (1930, Будапешт — 1979, Севілья);
- Марія Крістіна (1932, Будапешт — 1959, Мадрид);
- Хосе Мігель (1935, Неї-сюр-Сен — 2010, Альмонте);
- Марія Терезія (нар. 1938, Братислава).

Після весілля пара жила в Центральній Європі, а з початком Другої світової війни переїхала до міста Валенсіна-де-ла-Консепсьйон поблизу Севільї.

## Нагороди
- Орден Карлоса III (Іспанія)[2]
- Орден Сантьяго (Іспанія)[8]
- Відзнака королівської кавалерійської збройної палати Севільї[es] (Іспанія)[2]